# 无毛牛尾蒿
无毛牛尾蒿（学名：Artemisia dubia var. subdigitata）为菊科蒿属下的一个变种。